# Agnieszka Dubrawska
Agnieszka Dubrawska-Żalińska, le 12 décembre 1958 à Gdańsk, est une escrimeuse polonaise, pratiquant le fleuret.

## Palmarès
- Championnats du monde
  -  Médaille d'argent par équipe aux championnats du monde 1978 à Hambourg[1]

- Championnats de Pologne
  -  Médaille d'or en individuel aux championnats de Pologne 1981
  -  Médaille d'or en individuel aux championnats de Pologne 1982
  -  Médaille d'or en individuel aux championnats de Pologne 1987
  -  Médaille d'argent en individuel aux championnats de Pologne 1984
  -  Médaille d'argent en individuel aux championnats de Pologne 1988